# Високосный год (группа)
«Високо́сный год» — советская и российская музыкальная поп-рок-группа из подмосковного города Фрязино, созданная Ильёй Калинниковым — автором песен, вокалистом и гитаристом группы. 3 июля 2019 года официально распалась после смерти Калинникова.

## История группы

### 1988—1990, предыстория
В 1988 году группа «Високосный год» возникла как «понятие» в сознании Ильи Калинникова, когда он созерцал пейзаж из окна электрички «Фрязино — Москва», и сочинял песню. Он подумал, хорошо бы назвать эту песню «Високосный год». Потом он подумал, что хорошо бы так назвать группу. Так и случилось. А песня «Високосный год» так и осталась недописанной.

### 1990—1995, ранние годы
Группа была создана в городе Фрязино Московской области в 1990 году.
В период до 1993 года состав не был стабильным и неоднократно менялся. В окончательный и наиболее известный впоследствии состав «Високосного года» вошли основатели группы — Илья Калинников (вокал, гитара, автор песен), Дмитрий Гугучкин (соло-гитара), Илья Сосницкий (клавиши, аккордеон, гитара). В 1993 году к ним присоединяется Павел Серяков (бас-гитара).
В первые годы существования коллектива Ильёй Калинниковым были написаны такие песни, как «16:37» (1991), «Прилёг и задремал» (1992), «Шестой день осени» (1993), «Подожди» (1993), через несколько лет вошедшие в альбом.
В 1995 году на кассету был записан и стал неофициально распространяться сборник из 7 песен группы («Прилёг и задремал», «Родная кровь», «Именины смерти», «Пусть поёт», «Она молчала», «Голубой вагон», «609 (Шестой день осени)»).

### 1995—1999, подъём творческой активности
В январе 1995 года написана «Лучшая песня о любви». Первым наставником группы стал Александр Кутиков.
В 1997 году под его влиянием появилась песня «Тихий огонёк», впоследствии вошедшая в телесериал «Дальнобойщики». Как вспоминали сами музыканты:

Корни этой песни уходят в 1993 год и упираются в существовавшую тогда песенку «Небо без звёзд» с красивой темой и ярким отточенными финальным соло на гитаре, которые существуют до сих пор. К написанию песни зимой 97-го Калинникова опять-таки подтолкнул большой любитель хитов Александр Викторович Кутиков, сказав что «Лучшей песни» на альбоме мало. Нужно что-то ещё. <…> Известный и окончательный вариант этой песни был записан в ходе «квартирной сессии» осенью 97-го и вошел в альбом без изменений, разве что в более долгом и кропотливом сведении. В менее долгом и кропотливом сведении (за неимением возможности) песня попала в радиоэфир в том же 1998 году вместе с «Лучшей песней о любви» и стала наряду с ней, а позже и с «Метро», своего рода визитной карточкой «Високосного года».
В январе 1998 года впервые в радиоэфире прозвучала «Лучшая песня о любви». Тогда же на песню был снят клип; также были сняты ещё два клипа — на песни «Шестой день осени» и «Флеккефьорд». В том же 1998 году коллективом был записан инструментальный альбом «Музыка для машин», невыпущенный для широкой аудитории.
Во второй половине 90-х годов были созданы другие композиции будущего альбома: «21-встречный» (1996—1997), «Некий никто» (1997), «Фонарики» (1999); записаны окончательные варианты ранее написанных песен: «Подожди» «16:37», «Прилёг и задремал» и «Шестой день осени». Все они затем вошли в альбом «Который возвращается».
За первые девять лет существования коллектива были созданы 18 песен, которые к настоящему моменту официально не выпущены. Три из них («Именины смерти», «Флеккефьорд» и «609 (Шестой день осени)») имеются в открытом доступе в студийном качестве, ещё три («Родная кровь», «Пусть поёт», «Она молчала») есть в составе кассетного сборника 1995 года, одна («Добру молодцу») выпущена в 2020 году в живом варианте в альбоме «Лучший концерт». Остальные 11 песен не известны широкой аудитории.
В марте 1999 года группу покидает соло-гитарист Дмитрий Гугучкин, место соло-гитариста занял Дмитрий Кукушкин (баян, гитара).

### 2000—2004, выход альбома, всенародная популярность
В марте 2000 года был записан окончательный вариант новой песни «Метро». В ночь на 5 апреля 2000 года прошёл первый радиоэфир песни «Метро» на «Авторадио». В этом же году песня ротируется на ведущих радиостанциях Москвы, в том числе на «Нашем радио», входит в «Чартову дюжину» и на протяжении семи недель остаётся на первой строчке хит-парадов.
В 2000 году группа выпустила свой единственный альбом «Который возвращается», неофициально ставший платиновым к 2002 году.
В августе 2000 года к группе присоединился опытный концертный менеджер (администратор) Алексей Кан; с этого момента времени началась концертная деятельность группы.
В сентябре 2000 года Алла Пугачёва пригласила «Високосный год» для участия в «Рождественских встречах» с двумя песнями («Лучшая песня о любви» и «Метро»).
В марте 2001 года песня «Тихий огонёк» вошла в саундтрек популярного телесериала «Дальнобойщики».
В том же 2001 году «Високосный год» был номинирован на премию «Овация», становился лауреатом премий «Песня года» и «Стопудовый хит». В 2002 году Илья Калинников был удостоен «Золотой звезды Авторадио».
В начале 2002 года в эфире радиостанций появилась песня «Кино», а в декабре — «Приносящий удачу».
В 2003 году Илья Калинников приглашает для записи одной из песен Михаила Митина (ударные) и Дмитрия Шумилова (бас-гитара) — музыкантов «Вежливого отказа». Михаил Митин становится бессменным барабанщиком группы «Високосный год» до 2006 года.

### 2004—2014, спад известности, новый состав
В середине 2000-х годов творческая активность «Високосного года» снизилась, новые песни почти перестали выходить. В 2004 группа выпустила песню «Кто здесь», в 2005 — «Никого, кроме тебя» (последняя в 2006 году стала саундтреком к телесериалу «Петя Великолепный»). С 2004 по 2006 год группа прекратила концертные выступления в Москве и отказалась от идеи записи нового альбома, однако продолжила гастрольную деятельность и выступления на частных мероприятиях.
В июне 2006 года группу покинули два старожила группы Павел Серяков и Илья Сосницкий, организовавшие проект «Сегодня в Мире».
В августе того же года в группу вернулся Дмитрий Гугучкин (бас-гитара). Место клавишника занял Илья Муртазин. В октябре того же года «Високосный год» возобновил концертную деятельность в Москве. В том же году вышла новая песня «Звони!». В том же году к группе присоединились молодые музыканты — Юрий Вантеев (труба) и Ренат Халимдаров (тромбон).
В 2007 году группа выпустила переиздание дебютного альбома. Все песни были пересведены, добавлены 3 бонус-трека, среди которых — композиции «Флеккефьорд». В сентябре того же года Национальная федерация производителей фонограмм вручила Илье Калинникову второй золотой диск за альбом «Который возвращается». В декабре того же года был анонсирован выпуск альбома под названием «Лёгкий способ бросить курить», однако сам альбом по неизвестным причинам так и не вышел.
В 2008 году лейбл «Фирма грамзаписи „Никитин“» выпустил специальный компакт-диск к I Ежегодной национальной музыкальной премии 2008 «Чартова дюжина», церемония вручения которой проводилась под эгидой «Нашего радио», — «Чартова дюжина. Топ 13». Первым треком на данном издании (ТФН-CD 405/08) была представлена неопубликованная ранее версия радиосингла «Звони!».
В 2009 году группа приняла участие в записи трибьют-альбома группы «Машины времени» «Машинопись» со своей кавер-версией песни «Музыка под снегом».
6 июля 2014 года группа единственный раз выступила на рок-фестивале «Нашествие», отыграв полноценный концертный сет. После выступления на фестивале группа свела свою активность к нулю.

### Распад группы
25 июня 2019 года на 47-м году жизни скончался основатель, вокалист и лидер группы «Високосный год» Илья Калинников. «Музыкант умер в одной из московских больниц, причиной его смерти стала остановка сердца» — сообщил администратор коллектива Алексей Кан на своей странице в Facebook. 3 июля 2019 года группа официально распалась.
3 июля 2020 года на интернет-площадках вышел концертный альбом группы «Лучший концерт», записанный 24 октября 2003 года в Москве, в клубе «ПМЖ».
28 февраля 2022 года скончался бывший барабанщик группы Михаил Митин.
1 октября 2024 года, с согласия наследников Ильи Калинникова, на цифровых площадках появляется альбом «Приносящий удачу», составленный из разрозненных студийных записей периода 1993-2006 годов. Среди прочих, на нём представлены перезаписанные в профессиональных условиях песни с магнитоальбома 1995 года, а также композиция «Небо без звёзд», ставшая прообразом «Тихого огонька».

## Состав группы
| 1988 — 1993 | Илья Калинников | Илья Сосницкий | н/д               | Михаил Юдин  | Дмитрий Гугучкин | н/д          | н/д              | н/д                | н/д             |
| 1993—1999   | Илья Калинников | Илья Сосницкий | Павел Серяков     | Михаил Юдин  | Дмитрий Гугучкин | н/д          | н/д              | н/д                | н/д             |
| 1999 — 2003 | Илья Калинников | Илья Сосницкий | Павел Серяков     | Михаил Юдин  | Дмитрий Кукушкин | н/д          | н/д              | н/д                | н/д             |
| 2003 — 2006 | Илья Калинников | Илья Сосницкий | Павел Серяков     | Михаил Митин | Дмитрий Кукушкин | н/д          | н/д              | н/д                | Дмитрий Шумилов |
| 2006—2019   | Илья Калинников | Илья Мурзатин  | Дмитрий Косинский | Олег Шунцов  | Дмитрий Гугучкин | Юрий Вантеев | Ренат Халимдаров | Александр Иришичев | н/д             |

Последний состав коллектива
- Илья Калинников (1988—2019, умер в 2019) — автор песен, вокал, акустическая гитара, гитара[16].
- Илья Муртазин (2006—2019) — клавишные, аккордеон.
- Олег Шунцов (2006—2019) — ударные.
- Юрий Вантеев (2006—2019) — труба.
- Ренат Халимдаров (2006—2019) — тромбон.
- Александр Иришичев (2006—2019) — гитара.
- Дмитрий Косинский (2006—2019) — бас-гитара.
- Дмитрий Гугучкин — бас-гитара, соло-гитара (1988—1999, 2006—2019).

Бывшие участники
- Илья Сосницкий — клавишные, аккордеон, баян, бэк-вокал, гитара (1988—2006).
- Павел Серяков — бас-гитара (1993—2006).
- Дмитрий Кукушкин — баян, гитара (1999—2006).
- Михаил Юдин — ударные (1988—2003).
- Михаил Митин — ударные (2003—2006, умер в 2022).
- Дмитрий Шумилов — бас-гитара (2003—2006).

## Дискография

### Сборники
- 2003 — Лучшие песни 2003
- 2005 — Платиновая коллекция
- 2022 — 1995

### Невыпущенные альбомы
- 1998 — Музыка для машин
- 2007 — Лёгкий способ бросить курить

### Номерные альбомы
- 2000 — Который возвращается[17]
- 2024 — Приносящий удачу

### Концертные альбомы
- 2020 — Лучший концерт[14]

## Фильмография
- 2001—2012 — Дальнобойщики (Композитор телесериала)
- 2002 — Всё, что ты любишь… (Композитор фильма)

## Радиосинглы
- 1998 — Лучшая песня о любви
- 2000 — Метро | Тихий огонёк
- 2002 — Кино | Приносящий удачу
- 2004 — Кто здесь?
- 2005 — Никого, кроме тебя
- 2006 — Звони
- 2009 — Музыка под снегом

## Видеоклипы
| Год  | Клип                   | Режиссёр   | Альбом                 |
| ---- | ---------------------- | ---------- | ---------------------- |
| 1998 | «Лучшая песня о любви» | неизвестно | «Который возвращается» |
| 1998 | «Флеккефьорд»          | неизвестно | «Который возвращается» |
| 1998 | «Шестой день осени»    | неизвестно | «Который возвращается» |

## Кавер-версии
- 1993 — Родная кровь (Инна Желанная и группа «М-Депо»)
- 1995 — Голубой вагон (Э.Успенский)
- 2001 — Журавли (М. Бернес)
- 2001 — Он не вернулся из боя (В. Высоцкий)
- 2009 — Музыка под снегом (Машина времени)

## Другие версии песен
- 2007 — в переиздание альбома «Который возвращается» бонусом включены треки «Кино (Полная версия 2002)», «Лучшая песня о любви (Кутиков edition, 1997)», «Флеккефьорд (архив, 1997)» и «Метро Band2007».
- 2008 — релиз рок-сборника «Чартова Дюжина Top13» с заглавной дорожкой «Звони! (Wind version)».
- 2013 — в интернете появляются ранние варианты песен «Метро» (1999), «Тихий огонёк» (1997), и «Шестой день осени» (1995), а также публикуется невыпущенный студийный трек «Новосибирск» (2003).
- 2014 — впервые загружаются в сеть новые версии композиций «Кто здесь?» (2004) и «Никого, кроме тебя» (2005).
- 2022 — обнаружен сборник 1995 года из 7 песен: «Прилёг и задремал», «Родная кровь», «Именины смерти», «Пусть поёт», «Она молчала», «Голубой вагон» и «609 (Шестой день осени)».